# Ekonomika Černé Hory
Ekonomika Černé Hory patří k pěti nejslabším evropským ekonomikám. Světová banka ji řadí do skupiny Lower-middle-income economies (podprůměrně příjmové ekonomiky).

## Vývoj

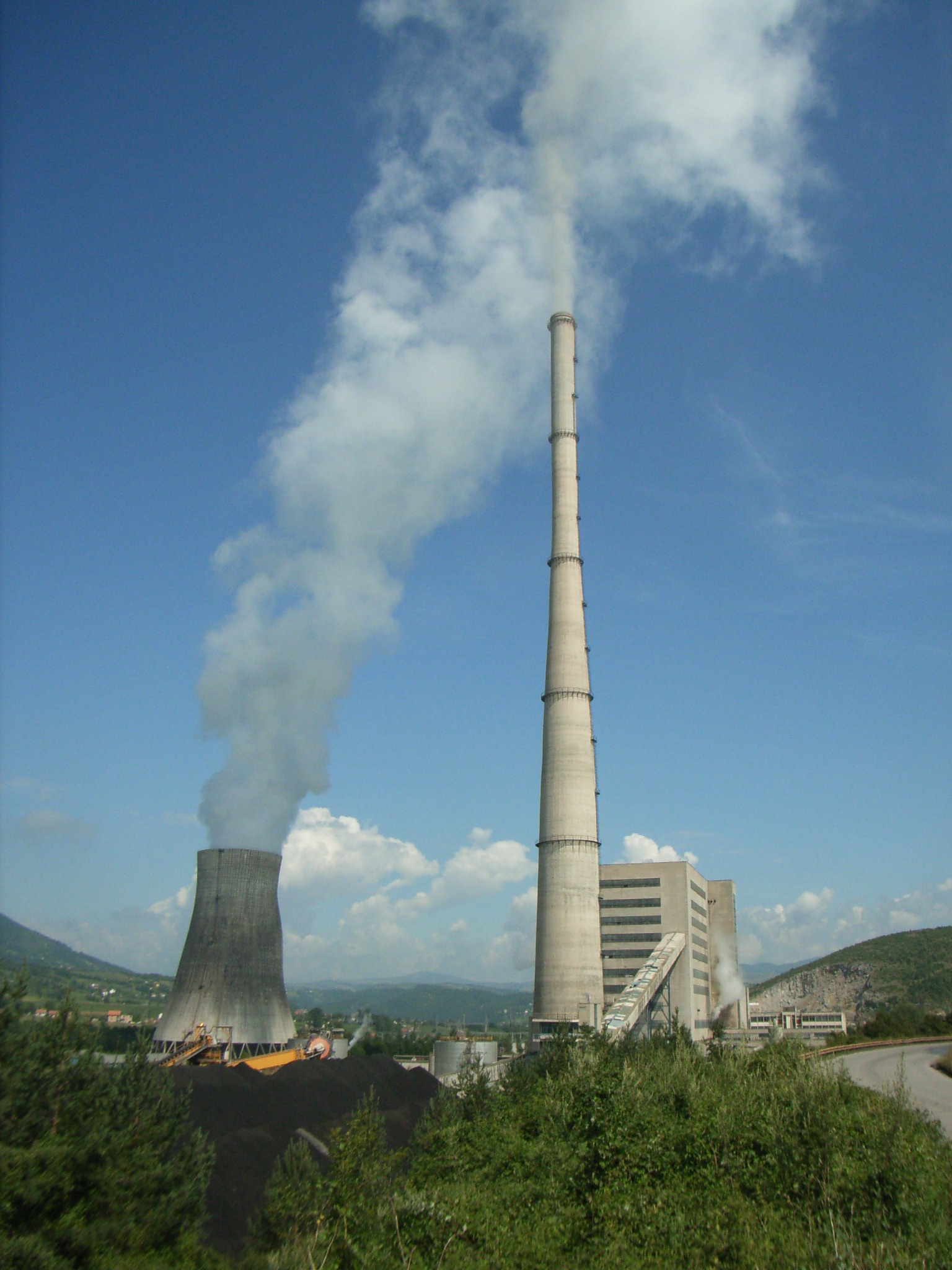
Uhelná elektrárna v Pljevlji.

Mezi první světovou a druhou světovou válkou patřila Černá Hora společně s Makedonií, jižním Srbskem, Bosnou a Hercegovinou a Kosovem k nejzaostalejším regionům v Evropě. V éře socialistické Jugoslávie zaznamenala výrazný hospodářský i kulturní vzestup, ke kterému od poloviny 50. let 20. století přispěl rychlý rozvoj turistického ruchu na jaderském pobřeží. Černá Hora byla v rámci Jugoslávie považována za nerozvinutou republiku, a tak mohla čerpat speciální prostředky v rámci pro ní určeného fondu. V roce 1987 bylo pro Černou Horu vyčleněno 9,7 % prostředků uvedeného fondu (který sloužil především pro rozvoj Kosova, ale i dalších chudších oblastí SFRJ).
O tento významný zdroj příjmů Černá Hora přišla v 90. letech v důsledku válek v sousedním Chorvatsku a Bosně a Hercegovině, při nichž Rada bezpečnosti OSN vyhlásila proti Svazové republice Jugoslávie, jejíž byla Černá Hora součástí, přísné hospodářské sankce. Poté, co se Milo Djukanović, zvolený v říjnu 1997 černohorským prezidentem, začal vymezovat proti Miloševičovu režimu, následovala ekonomická blokáda i ze strany Srbska. V této situaci se rozrostla stínová ekonomika založená především na pašování ruských cigaret do Itálie. Podle odhadů italských vyšetřovatelů vytvářely v té době až polovinu HDP Černé Hory dovozní přirážky, různé sponzorské dary a bezúročné půjčky od importérů.
Země svoji ekonomiku postupně osamostatňovala od srbské – byly zavedeny odlišné daně a cla, měnou se místo dináru stala v roce 2000 německá marka. Tento proces pokračoval v roce 2002, kdy byla podepsána smlouva o přeměně Svazové republiky Jugoslávie v konfederaci s názvem Srbsko a Černá Hora a v Černé Hoře bylo zavedeno euro, přestože země není členem eurozóny ani Evropské unie. V roce 1999 byl zahájen proces privatizace; a v roce 2015 bylo 85 % původních státních podniků prodáno soukromým subjektům.
V roce 2006 se pak stát osamostatnil úplně, stále je však ekonomicky závislý na Srbsku, například v dodávkách elektrického proudu. Od roku 2007 je Černá Hora součástí Středoevropské zóny volného obchodu a od 2012 probíhá vyjednávání s EU o případném černohorském vstupu do Evropské unie. V druhé dekádě 21. století byla značná část investic v Černé Hoře původem z Ruska.

## Současné hospodářské ukazatele

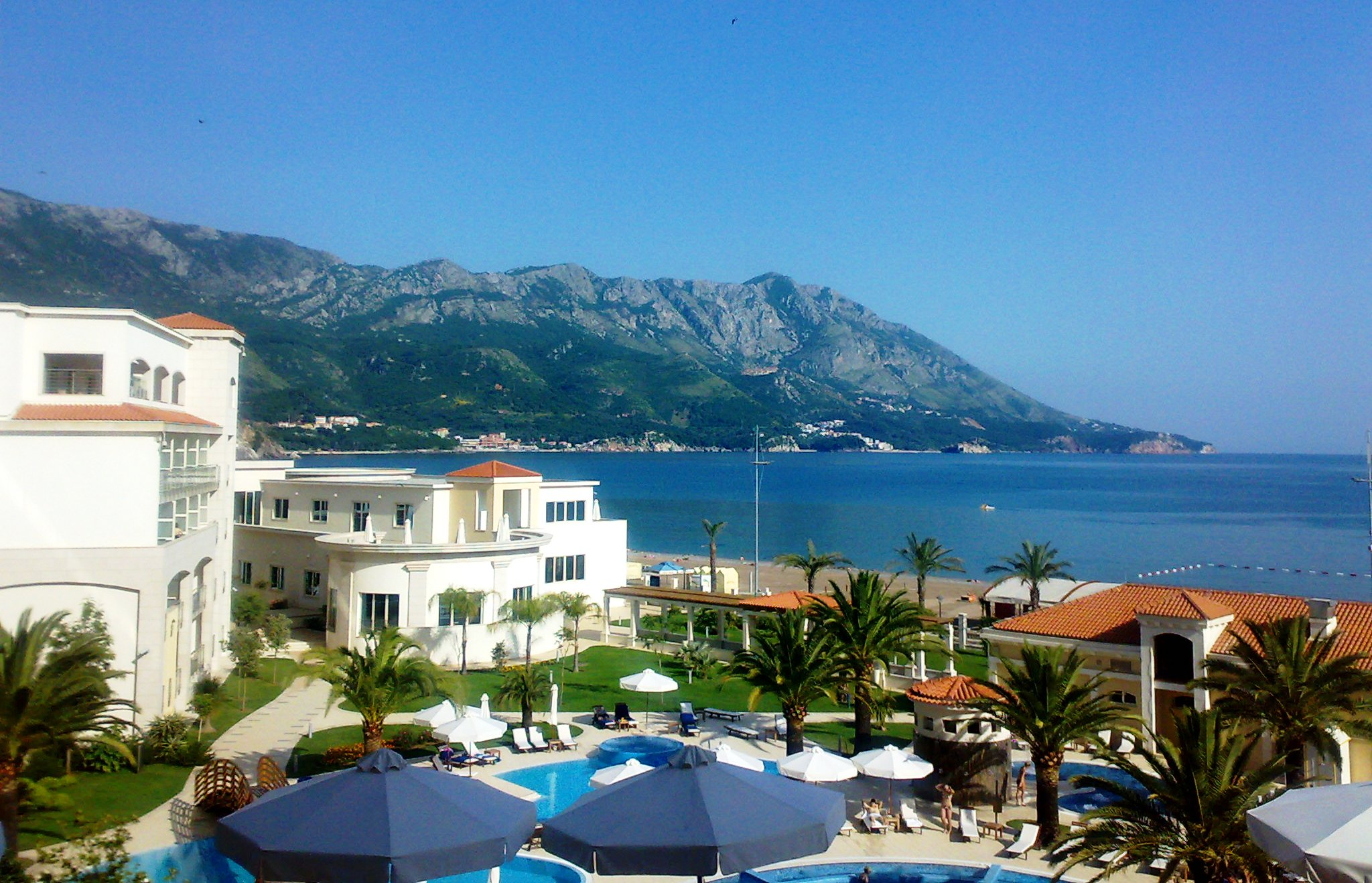
15 % HDP Černé Hory tvoří turistika. Kromě mořského pobřeží, které má pro zemi klíčový význam, se daří také i vysokohorské turistice v severní a východní části Černé Hory.

Černá Hora měla v roce 2010 HDP na obyvatele v PPP 10 800 USD a byla tak pátou nejchudší zemí Evropy. Po získání nezávislosti však zaznamenává poměrně vysoký roční růst HDP (za rok 2007 6 %), a tak by měla tuto svoji pozici v nejbližších letech vylepšit. V roce 2016 dosahoval HDP na obyvatele 17 000 USD a růst HDP měl v roce 2017 dosáhnout 3,1 %.
Mezi současné[kdy?] ekonomické problémy státu patří nadále značná korupce. Země je na 84. – 93. místě v žebříčku vnímání korupce (stejně jako např. Republika Makedonie a Bosna a Hercegovina, z evropských zemí jsou hůře hodnoceny již jen Albánie, Moldavsko, Ukrajina, Rusko a Bělorusko). Černá Hora bojuje proti korupci od roku 2002; výrazněji proti tomuto fenoménu začala přistupovat především v souvislosti s vyjednávaným vstupem do Evropské unie.
Průměrné platy se v roce 2002 pohybovaly mezi 200-250 euro. V roce 2017 se jednalo o 511 EUR.
V zemi je vysoká nezaměstnanost, kterou se daří postupně snižovat: 22,9 % v roce 2003, 14,1% v roce 2010. V roce 2017 dosahovala míra nezaměstnanosti 22,58 %. Podobně jako v ostatních zemích regionu, i v Černé Hoře dochází k silnému odlivu pracovní síly buď do velkých měst (Podgorica, Nikšić) a nebo do zahraničí. Od roku 1991 odešlo z Černé Hory na 140 000 lidí. Nejvíce byl zasažen sever země, kde jsou menší města, nižší životní úroveň a obecně nižší zaměstnanost.[zdroj?]

## Struktura ekonomiky

### Zemědělství a těžba surovin
Zemědělství zaměstnává jen 2 % ekonomicky aktivních a využívá 15 % plochy země (v údolích řek Zeta, Morača a v okolí Skadarského jezera). Hlavními zemědělskými produkty jsou obilí, tabák, brambory, citrusy, olivy, vinná réva. Z živočišné výroby je nejvýznamnější chov ovcí. V roce 2013 se zemědělská výroba podílela na hrubém domácím produktu Černé Hory 8,3 %.
Oblasti těžby nerostných surovin se nacházejí v okolí měst Nikšić (bauxit - vlastníkem dolů je ruská firma EN PLUS), Pljevlja (hnědé uhlí) a Berane (hnědé uhlí a lignit). Dále se těží rudy olova a zinku (Pljevlja a Mojkovac). V zemi se vyskytují rovněž stavební suroviny. 

### Průmysl
Industrializace během centrálně plánovaného hospodářství v období socialistické Jugoslávie se dodnes odráží ve vysoké zaměstnanosti v průmyslu – 30 % ekonomicky aktivních. V letech 1952 až 1990 se (díky malému základu) zvýšila hospodářská produkce Černé Hory 4,7 násobně.
Ve výrobě dominují ocelářství (železárny v Nikšići), výroba hliníku (KAP - Kombinátu hliníku v Podgorici patřící ruské firmě EN PLUS), strojírenství (podnik OBOD na výrobu chladírenských zařízení v Cetinje, IMAKO v Bijelo Polje), potravinářství (pivovar Trebjesa – Nikšičko pivo), dřevozpracující průmysl (v Pljevlji), spotřební zboží. Problémem je zastaralost elektrické sítě a nedostatečné energetické zdroje. Největším zdrojem je tepelná elektrárna Pljevlja (210 MW - uhlí) a vodní elektrárny Piva (342 MW) a Peručica na řece Zeta (245 MW). Norští investoři usilují o výstavbu vodních elektráren na řece Morača i na jiných tocích.[zdroj?]

### Cestovní ruch a doprava

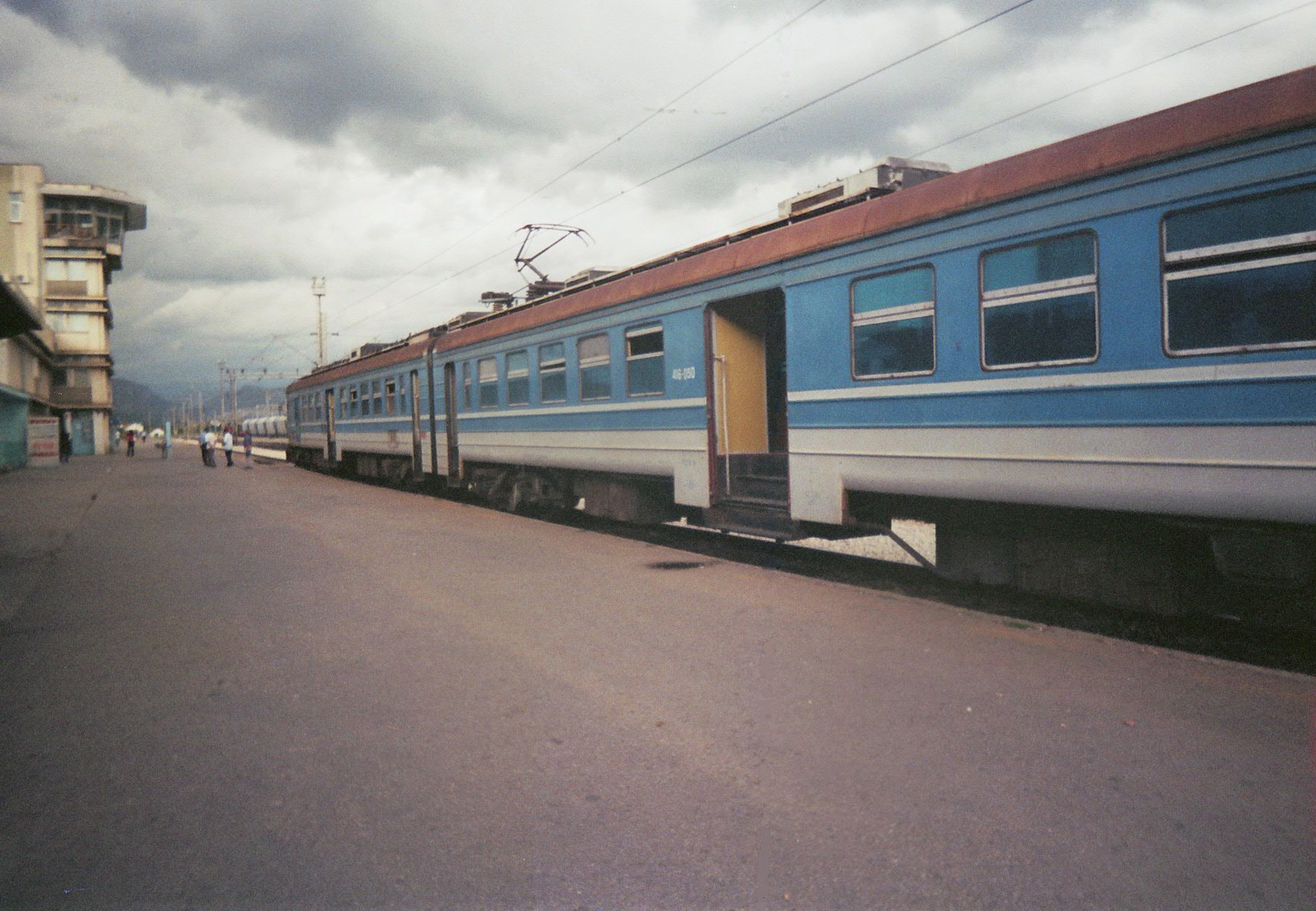
Vlak v Podgorice. Země má jen 250 kilometrů železnice.

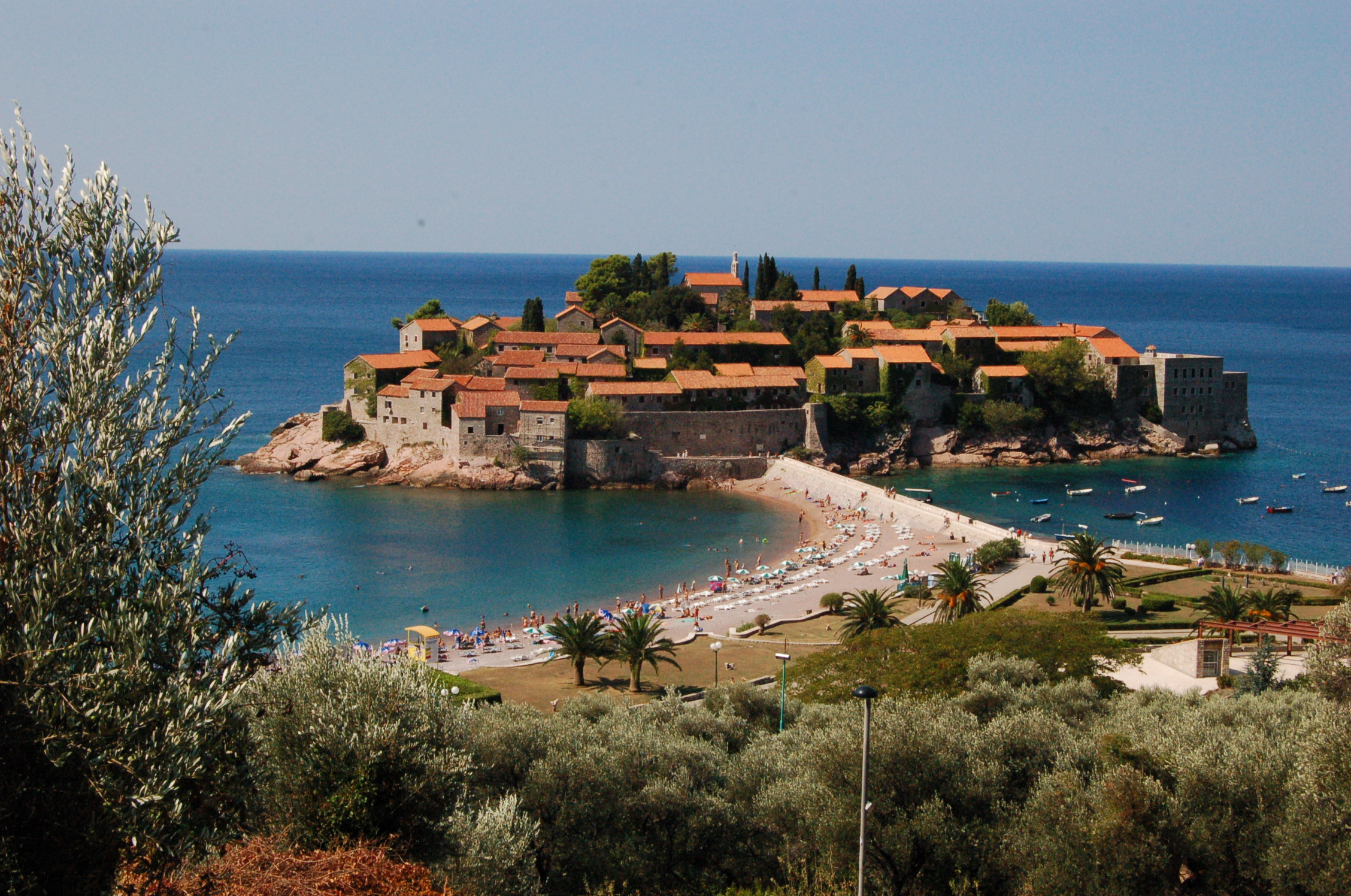
Sveti Stefan

Cestovní ruch vytváří 15 % HDP Černé Hory (pohostinství dalších 15 %), ovšem ve srovnání s přelomem 80. a 90. let 20. století ubylo v zemi 100 000 pracovních příležitostí, vázaných právě na cestovní ruch. V příštích letech je očekáván další nárůst významu cestovního ruchu. Podmínkou však je zlepšení stavu infrastruktury, modernizace zastaralé pozemní i železniční dopravní sítě, zkvalitnění ubytovacích kapacit a jiných služeb. Oficiální statistické údaje o cestovním ruchu za rok 2005 uváděly přes 820 tisíc ubytovaných osob, z toho zahraniční hosté tvořili jednu třetinu (čeští turisté oficiálně 23,5 tisíce, což činí 13 % z celkově realizovaného zahraničního cestovního ruchu Černé Hory). Hlavní turistická letoviska se nacházejí u Jaderského moře, jedná se o města Budva, Kotor, Ulcinj, Sveti Stefan, Sutomore, Bečići aj. Z horských oblastí je nejvyhledávanější Národní park Durmitor. Rozvoj turistického ruchu mělo podpořit vyhlášení Černé Hory ekologickým státem, ke kterému došlo v roce 1991 a které mělo vést k důraznější ochraně přírody.
V Černé Hoře je 250 km železnic. Hlavní tratí je železnice Bar - Podgorica – Nikšić. Byla zahájena rekonstrukce úseku Podgorica – Nikšić s možností prodloužení železniční trati až k bosenské hranici (a dále směr k bosenské metropoli Sarajevo). V roce 2006 byl pro osobní mezinárodní přepravu znovuzprovozněn úsek železniční trati směřující do Albánie: Podgorica - Skadar - Tirana. Pro nákladní dopravu a černohorský průmysl má značný význam přístav ve městě Bar.
V zemi není ani 1 km dálnic; první dálnice má být dokončena v roce 2019. Nový silniční tunel Sozina o délce 4,2 km zkrátil spojení z hlavního města Podgorica na pobřeží na 30–45 minut. Páteř pozemní silniční sítě představuje tzv. Jadranská magistrála, dokončená v 70. letech 20. století. Trasa spojuje chorvatskou hranici (Debeli Brijeg) přes Boku Kotorskou, Budvu, Petrovac a dále vnitrozemí Podgorica - Kolašin - Mojkovac - Berane - Rožaje (srbská hranice). Zvažuje se projekt jadransko-jónské dálnice ve směru od chorvatského Dubrovníku k albánskému Skadaru (Shkodra). Přípravné práce na rychlostní silnici byly zahájeny mezi Kolašinem a Podgoricí (dále směrem k srbské metropoli Bělehradu).